# Piritinol
El Piritinol, Piritioxina, Dipiridoxolildisulfuro o Piridoxinedisulfuro (conocido comercialmente como Enerbol, o sus marcas europeas Encephabol, Encefabol, Cerbon 6) es un agente nootrópico estimulante del SNC, semi-natural e hidrosoluble, análogo de la vitamina B6 (piridoxina HCl). Considerado como fármaco de la categoría de los reactivadores neurocerebrales, se ha aprobado en varios países europeos, como Austria, Alemania, Francia, Italia, Portugal y Grecia para el tratamiento sintomático de daños crónicos en la función cerebral de algunos síndromes de demencia, síndrome psicoorgánico, y para tratar secuelas provenientes de traumatismos craneoencefálicos y trastornos cerebrovasculares. Se ha propuesto su empleo en encefalopatías de origen circulatorio, accidentes hemorrágicos cerebrales, síndromes evolutivos cerebrales y fatiga intelectual. También podría ser útil en trastornos de atención con hiperactividad.
Se ha sugerido también que su consumo podría mejorar el desempeño de los pacientes en pruebas de memoria, pero ello ha sido descartado; en cambio sí parece mejorar el rendimiento intelectual (escala "Critical Flicker Fusion" (CFFT) y "Choice Reaction Time" (CRT)). Además, se ha encontrado que grandes dosis de piritinol podrían ayudar a reducir las migrañas.
El piritinol activa el metabolismo de las neuronas realzando el aporte de oxígeno y glucosa al cerebro, incrementando la microcirculación cerebral, aumentando la liberación de acetilcolina en las sinapsis, y permitiendo que la glucosa pase más fácilmente a través de la barrera hematoencefálica. Además aumenta el potencial de membrana y la concentración de fosfolípidos. Es también un antioxidante de gran alcance que limpia los radicales oxhidrilos creados en los mismos procesos.